# Brachyscleroma malayensis
Brachyscleroma malayensis là một loài tò vò trong họ Ichneumonidae.